# Armes Huhn – armer Mensch
Armes Huhn – armer Mensch, Vom Frühstücksei zur Wirtschaftsflucht ist ein Dokumentarfilm von Jens Niehuss, Simone Bogner aus dem Jahr 2019.
Die Dokumentation beleuchtet das komplexe System der Eier- und Hühnerfleischproduktion mit internationalen Zusammenhängen, Herausforderungen, Widersprüchen und Missständen. Porträtiert und interviewt werden: ein thüringischer Biolandwirt, der Geschäftsführer eines deutschen Massentierhaltungsbetriebes, eine Agraringenieurin des Tierschutzvereins Provieh, der Präsident des Zentralverbandes der deutschen Geflügelwirtschaft, französische und deutsche Verbraucher, die Direktorin von Compassion in World Farming Paris, ein Vorstandsmitglied des lettischen Massentierhaltungsbetriebes Balticovo, die EU-Abgeordnete Maria Noichl (Mitglied des Ausschusses für Landwirtschaft und ländliche Entwicklung), der Inhaber einer industriellen Mastanlage in Brandenburg, ein internationaler Mastkükenhändler, Francisco Mari (Referent für Welternährung und Agrarhandel von Brot für die Welt), eine Fleischverkäuferin vom Kaneshi Markt (Accra, Ghana), der Präsident des Farmers Organization Network Ghana, der Inhaber der ghanaischen AMAS Farm, ein ehemaliger Hühnermäster aus Ghana, ein geflüchteter ghanaischer Jugendlicher, eine Lobbyaktivistin von Corporate Europe Observatory und der Inhaber eines Leipziger Biomarktes.
Die Erstausstrahlung fand in Deutschland und Frankreich am 30. April 2019 auf Arte statt.

## Kritiken
„Mit entsprechend großer Fanfare wurde vor einigen Jahren die Käfighaltung in Deutschland verboten, die rabiatesten Formen sofort, die mildesten werden in den nächsten Jahren auslaufen, aber schon heute findet man kaum noch Eier mit der gefürchteten Anfangsnummer 3 im Regal. Und nun? Es ist Zeit, Bilanz zu ziehen. Jens Niehuss und Simone Bogner machen das in konzentrischen, nach außen größer werdenden Kreisen. […] Dieser erst lokale und schließlich globale Blick gehört inzwischen zum Standardrepertoire der Agrar-Dokumentation und kann praktisch baugleich in aktuellen Beiträgen zur Milchwirtschaft und der Fleischproduktion bewundert werden – teils mit den gleichen Auswirkungen auf die gleichen Ökosysteme in Südamerika und Wirtschaftssysteme in Westafrika.“

„Eine angenehm unpolemische Dokumentation, die man auch Lehrern und Schulklassen empfehlen möchte.“